# Евгени Янчовски
Евгени Вълев Янчовски е бивш български футболист, полузащитник, а впоследствие треньор по футбол. Една от най-големите фигури в историята на Берое (Стара Загора).
Като футболист играе 14 сезона за Берое от 1960 г. до 1974 г. Рекордьор на клуба по участия в А група – 341. Като треньор извежда Берое до шампионската титла през сезон 1985/86.

## Футболна кариера
Родом от село Търнава, Белослатинско, Янчовски започва да играе още в ученическите си години за местния футболен клуб Любимец. След това преминава в Ударник (София), а докато отбива военната си служба носи екипите на Балкан (Ботевград) и Левски (Карлово).
През 1960 г., на 21-годишна възраст, е привлечен в Берое (Стара Загора), където вече играе брат му Петко Янчовски. Остава в клуба 14 години до приключване на футболната си кариера през 1974 г. Изиграва общо 341 мача в А група, в които бележи 32 гола. С Берое е двукратен носител на Балканската купа през 1968 г. и 1969 г., двукратен финалист за националната купа през 1967/68 и 1972/73, както и бронзов медалист в шампионата през 1971/72. „Заслужил майстор на спорта“ от 1968 г. Награден със сребърен орден на труда през 1968 г. Носител на купата за индивидуално спортсменство през 1972 г. За Берое има 10 мача и 2 гола в евротурнирите (4 мача и 1 гол за КНК и 6 мача с 1 гол за Купата на УЕФА).
Между 1963 г. и 1968 г. Янчовски изиграва 16 мача за националния отбор, в които бележи един гол. Включен е в състава на България за световното първенство в Англия'66, но не влиза в игра по време на шампионата. Сребърен медалист от Олимпийските игри в Мексико'68. Бележи единственият си гол за България на 2 октомври 1968 г., непосредствено преди началото на олимпиадата, в контрола срещу Гана, която е спечелена с 10:0.

### Статистика по сезони
| Сезон   | Отбор | Първенство | Мачове | Голове |
| ------- | ----- | ---------- | ------ | ------ |
| 1960/61 | Берое | А група    | 17     | 2      |
| 1961/62 | Берое | А група    | 26     | 5      |
| 1962/63 | Берое | А група    | 30     | 7      |
| 1963/64 | Берое | А група    | 26     | 2      |
| 1964/65 | Берое | А група    | 29     | 1      |
| 1965/66 | Берое | А група    | 28     | 1      |
| 1966/67 | Берое | А група    | 29     | 2      |
| 1967/68 | Берое | А група    | 26     | 4      |
| 1968/69 | Берое | А група    | 28     | 5      |
| 1969/70 | Берое | А група    | 18     | 1      |
| 1970/71 | Берое | Б група    | ?      | ?      |
| 1971/72 | Берое | А група    | 31     | 2      |
| 1972/73 | Берое | А група    | 32     | 0      |
| 1973/74 | Берое | А група    | 21     | 0      |

## Треньорска кариера
Янчовски завършва ВИФ „Георги Димитров“ и през 1976 г. започва треньорска кариера в школата на Берое, където работи 3 години. През 1979 г. поема Чирпан и го извежда до 5-о място в Южната Б група през сезон 1981/82. Впоследствие е назначен за старши треньор на елитния Сливен, когото класира за евротурнирите през 1984 г. През сезон 1984/85 е начело на втородивизионния Хасково.
През лятото на 1985 г. Янчовски е назначен за старши треньор на Берое на мястото на Петко Петков. През сезон 1985/86 извежда клуба до историческа първа титла на България. Остава начело на Берое до февруари 1987 г., когато е сменен с партийно решение след загуба с 0:5 от Славия (София). Води общо състава в 46 мача за първенство, от които 25 победи, 13 загуби и 8 равни, при голова разлика 78:65.
През сезон 1987/88 Янчовски е старши треньор на Спартак (Варна), след което поема втородивизионния Черноморец (Бургас). Извежда „акулите“ до промоция в А група и финал за Купата на България, който е загубен с 0:3 от ЦСКА.
През лятото на 1989 г. Янчовски поема кипърския Алки (Ларнака). Бил е също старши треньор на Розова долина (Казанлък) и Ботев (Враца).

## Успехи

### Като футболист
Берое
- А група –  Бронзов медалист: 1971/72

- Национална купа –  Финалист (2): 1967/68, 1972/73

- Балканска купа –  Носител (2): 1968, 1969

### Като треньор
Берое
- А група –  Шампион: 1985/86

Черноморец
- Купа на България –  Финалист: 1988/89